# HAFRO
Hafrannsóknastofnun Íslands (HAFRO) ist das staatliche Meeresforschungsinstitut Islands. Es hat seinen Sitz in Hafnarfjörður nahe der isländischen Hauptstadt Reykjavík.
1937 wurde das Meereswissenschaftliche Institut der Universität Island gegründet. Das heutige Institut wurde darauf aufbauend 1965 als wissenschaftliche Einrichtung des Fischereiministeriums gegründet. Das Institut betreibt die Forschungsschiffe Bjarni Sæmundsson (55 m) und Árni Friðriksson (70 m). Die Schiffe sind mit verschiedenen Fangeinrichtungen und Laboren ausgestattet.
Das Institut legt u. a. die Fischereiquoten für Island fest. Es empfiehlt dem Ministerium auch die jährliche Fangquote für den Fang von Zwergwalen und Finnwalen vor Island.